# Love, Brooklyn
Pour plus de détails, voir Fiche technique et Distribution.
Love, Brooklyn est un film dramatique américain réalisé par Rachael Abigail Holder et sorti en 2025. Le scénario est écrit par Paul Zimmerman. Le film marque les débuts de Rachael Abigail Holder en tant que réalisatrice. Produit notamment par Steven Soderbergh, il met en vedette André Holland, Nicole Beharie, DeWanda Wise, Roy Wood Jr., Cassandra Freeman et Cadence Reese. 
Le film est présenté au festival du film de Sundance 2025.

## Synopsis
Trois habitants de Brooklyn jonglent entre l'amour, la perte, la carrière et l'amitié.

## Fiche technique
Sauf indication contraire, les informations mentionnées dans cette section peuvent être confirmées par les bases de données cinématographiques IMDb et Allociné,  présentes dans la section « Liens externes ».
- Titre original : Love, Brooklyn
- Réalisation : Rachael Abigail Holder
- Scénario : Paul Zimmerman
- Musique : Joel P. West
- Photographie : Martim Vian
- Montage : Shawn Paper
- Costumes : Missy Mickens
- Production : Maurice Anderson,  André Holland, Kate Sharp, Patrick Wengler, Liza Zusman

Producteurs délégués : Lanee Blaise, Jeffrey Michael Deary, Anish Gupta, Rachael Holder, Brian Katz, Alexander Leff, Sara McFarlane, Steven Soderbergh, Andy Steinman et Thomas Zambeck
- Sociétés de production : Daughter Films, Harper Road Films et Fireheart Entertainment
- Distribution : N/A
- Pays de production :  États-Unis
- Langue originale : anglais
- Format : couleur
- Genre : drame
- Durée : 97 minutes
- Dates de sortie[1] :
  - États-Unis : 27 janvier 2025 (festival de Sundance)

## Distribution
- André Holland : Roger
- Nicole Beharie : Casey
- DeWanda Wise : Nicole
- Roy Wood Jr. : Alan
- Cassandra Freeman : Lorna
- Cadence Reese : Ally
- Carra Patterson : Adele
- Saycon Sengbloh : Beth
- Shivani Shah : Dani

## Production
Après avoir eu du mal à trouver des financements, Steven Soderbergh finance lui-même le film,.

## Sortie et accueil
Le film est présenté en avant-première mondiale en janvier 2025, au festival du film de Sundance.